# Intrigernas hus
Intrigernas hus är en kriminalroman av Maria Lang (pseudonym för Dagmar Lange), utgiven första gången 1969 på bokförlaget Norstedts. Romanen har översatts till danska, norska, finska och franska.

## Handling
Innanför operahusets murar ryms många våningar och lokaler, och hundratals anställda och gäster. Det är ett hus ägnat åt två skilda konstarter: mat och musik. Camilla Martin trivs bäst i den ena avdelningen, Christer Wijk i den andra. Men sedan en rad dödsfall inträffat i huset är det väl knappast någon som trivs längre.

## Karaktärer
Damer
- Sonja Montell, nyanställd hovmästare
- Anette Redin, ung dansös
- Kitty Lilja, argsint kostymskaperska
- Camilla Martin, skrämd hovsångerska

Herrar
- Jan Anders Jansson, blyg servitör
- Love Bauman, blivande operachef
- Gerhard Ek, allsmäktig ekonomidirektör
- Dag Arenander, intrigerande solist

Dessutom förekommer
- kända och okända
- verkliga och uppdiktade
- operachefer och hovtraktörer
- restaurang- och kökschefer
- hovmästare och servitriser
- vaktmästare och verkmästare
- dansare och sångare
- administratörer och tekniker
- sömmerskor och kostymexperter
- korister och hovkapellister
- grillgäster och premiärlejon
- recensenter och kriminalassistenter

samt
- Christer Wijk